# Olindias sambaquiensis
La aguaviva de la cruz (Olindias sambaquiensis) es una especie de cnidario integrante del género de medusas Olindias de la familia olindidáceas. Habita en las aguas costeras del océano Atlántico en Sudamérica.

## Taxonomía
Descripción original
Esta especie fue descrita originalmente en el año 1861 por el naturalista y biólogo alemán Fritz Müller.
Localidad tipo
La localidad tipo referida es: “costas de Brasil”.

## Distribución
Se distribuye por las aguas subtropicales a templadas de Sudamérica atlántica, en Brasil, Uruguay y la Argentina, entre los paralelos 23° y 42° de latitud Sur.

## Características y hábitos
Olindias sambaquiensis es una medusa nerítica, transparente, de unos 10 cm de diámetro, con 38 tentáculos de dos tipos, primarios y secundarios.
Debido a su elevada acción urticante, es uno de los agentes causales de manifestaciones dermatológicas en los bañistas en las costas del sur de Brasil, Uruguay y la Argentina, ya que ocasiona intenso ardor al contactar con la piel.
Su presencia en las distintas localidades no es constante, ocurriendo ciclos de varios años sin que aparezca, postulándose determinados factores biológicos y meteorológicos que influyen para su aparición masiva en las costas. Cuando se presentan altas temperaturas y abundante disponibilidad de alimento, los pólipos comienzan a liberar enormes números de medusas, las que, luego de determinadas condiciones hidrogeográficas y del viento, son arrastradas a la línea costera.
En la Argentina, las zonas más afectadas son las que se encuentran próximas a Bahía Blanca, por ejemplo, la localidad balnearia de Pehuen-co o Monte Hermoso, donde se notifican entre 500 y 1000 picaduras de medusas por temporada, lo que plantea un serio inconveniente para el desarrollo del turismo estival.
Esta medusa, además, causa trastornos en las centrales eléctricas que emplean agua de mar para enfriar sus turbinas, sumándose a que sus apariciones causan una importante merma en la actividad pesquera.
Entre los distintos patrones de compromiso dérmico que se suelen presentar, el tipo de lesión más frecuente es eritematoedematos lineal, con un edema coincidente en su trayecto con el área de máximo contacto del tentáculo con la piel del afectado. La segunda lesión en frecuencia fue la predominantemente eritematosa. La tercera es la presencia de placas eritemato-edematosas, que pueden tener aspecto urticariforme. El edema y el eritema desaparece entre las 6 y las 12 horas posteriores a la picadura. Un menor porcentaje luego de 30 días puede mantener una lesión residual consistente en una hiperpigmentación más intensa en la parte en que el tentáculo hizo un mayor contacto con la piel.
Uno de los métodos recomendados para prevenir la descarga adicional de los nematocistos de la picadura de esta hidromedusa es la aplicación de vinagre sobre el área afectada.